# Bohdalec (Pražská plošina)
Bohdalec (německy Dachlowitz) je malé pražské návrší, které se rozkládá ve čtvrtích Vršovice a Michle. Rozhraní obou čtvrtí probíhá nedaleko od vrcholu, který se nachází na území Michle. S 273 m n. m. je nejvyšším místem městské části Praha 10. Do třicátých let 20. století se vrchol jmenoval Sychrov.

## Kopec

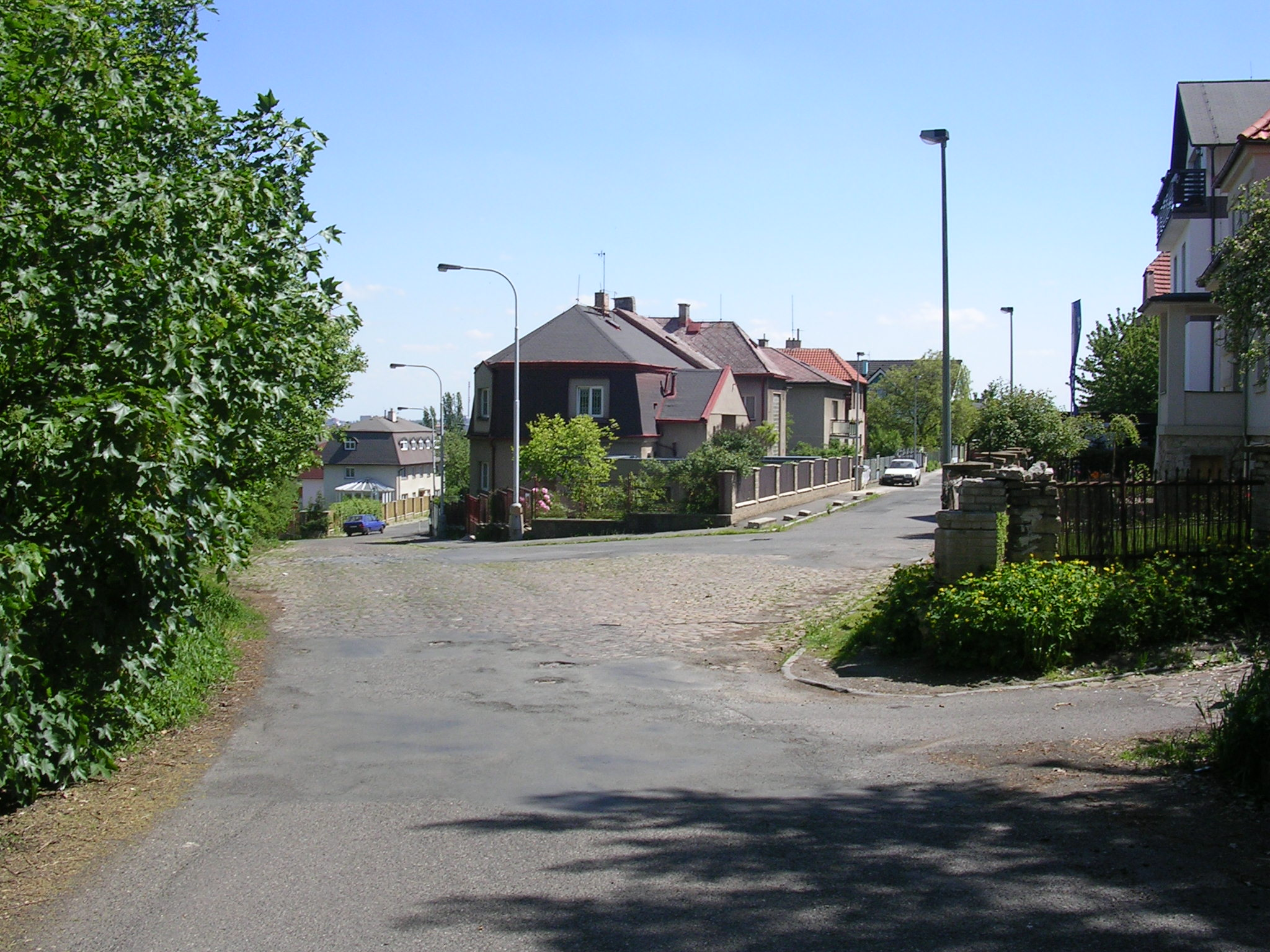
Uličky na vršovické části Bohdalce, Svahová a Pod Sychrovem I

Kopec je tvořen hřebenem ve východozápadním směru a vyčnívá nad okolní terén o 70–80 metrů. Vrchol má nadmořskou výšku 273 (jiné zdroje uvádějí 272) metrů a nachází se v zastavěné východní části kopce. Na západní straně, poblíž historického centra Michle, se nachází další výrazný vrchol kopce Bohdalce, Tyršův vrch (Tyršovo návrší).
Tyršův vrch býval od hlavní části Bohdalce oddělen sedlem. Pod sedlem dříve vedla jednokolejným železničním Bohdaleckým tunelem lokální železnice Nusle – Modřany. Konečná stanice Nusle této  dráhy pod Bohdalcem byla již v roce 1882 přesunuta do nádraží Nusle (dnes Nádraží Praha-Vršovice) a její objekt blízko tunelu byl opuštěn. V roce 1930 byl v místě sedla a tunelu vybudován široký zářez (Bohdalecký průkop). Zářezem vede železniční vlečka, železniční Trať 210, železniční trať na odstavné nádraží Praha jih a v o pár metrů nižší úrovni ještě ulice Nad Vinným potokem. Průkopem probíhá i hranice městských částí Praha 4 a Praha 10, která dále pokračuje po jižním úbočí a úpatí Bohdalce.
Podél severního úpatí Bohdalce vede železniční trať Praha – České Budějovice. Na jižním okraji je kopec ohraničen ulicí U plynárny, na západní straně Nuselskou ulicí. Kopec je z jihu a západu obtékán potokem Botičem, na východní straně se svažuje ke Slatinskému potoku.

## Zástavba a porost

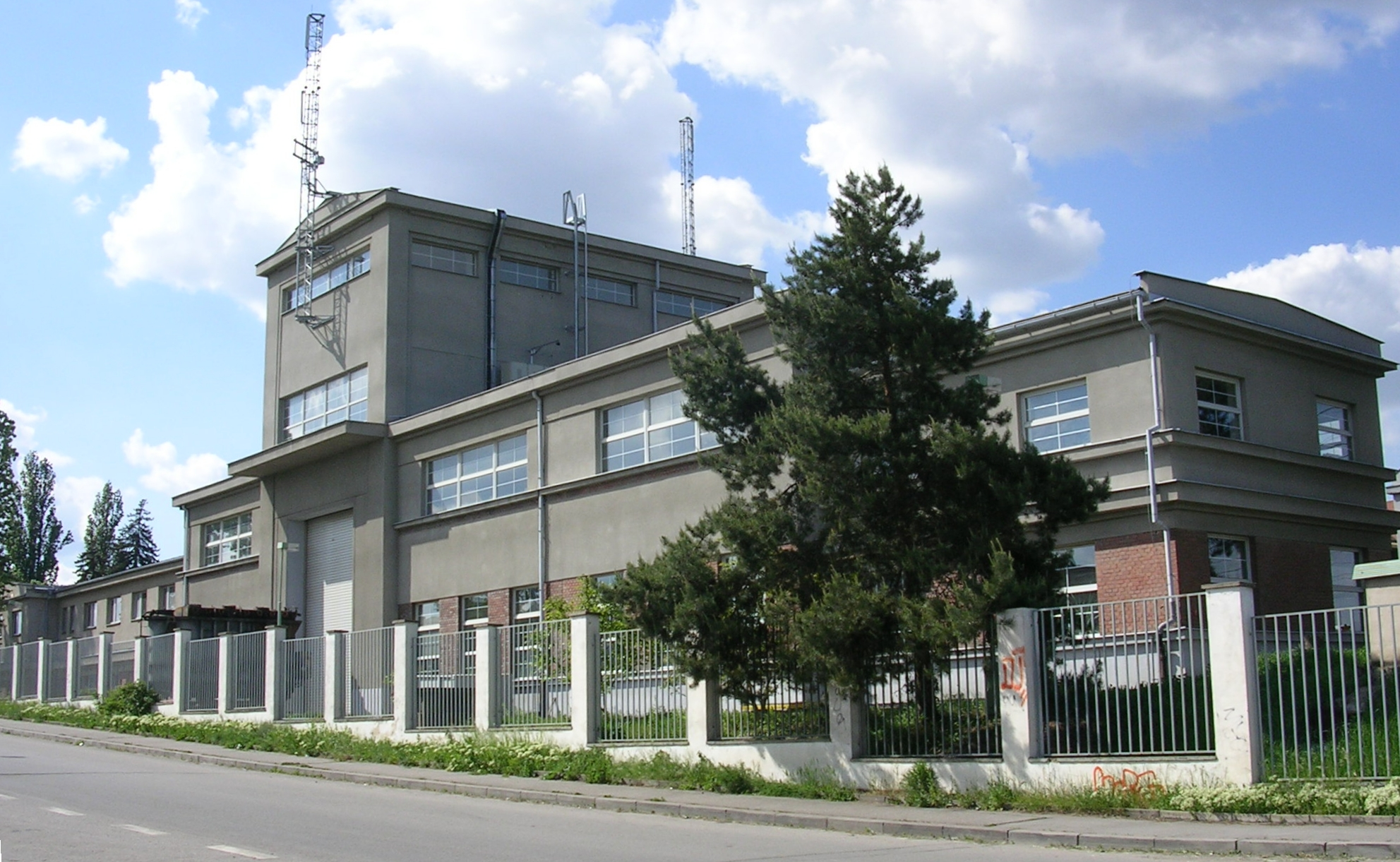
Elektrorozvodna v ulici Nad Vršovskou horou

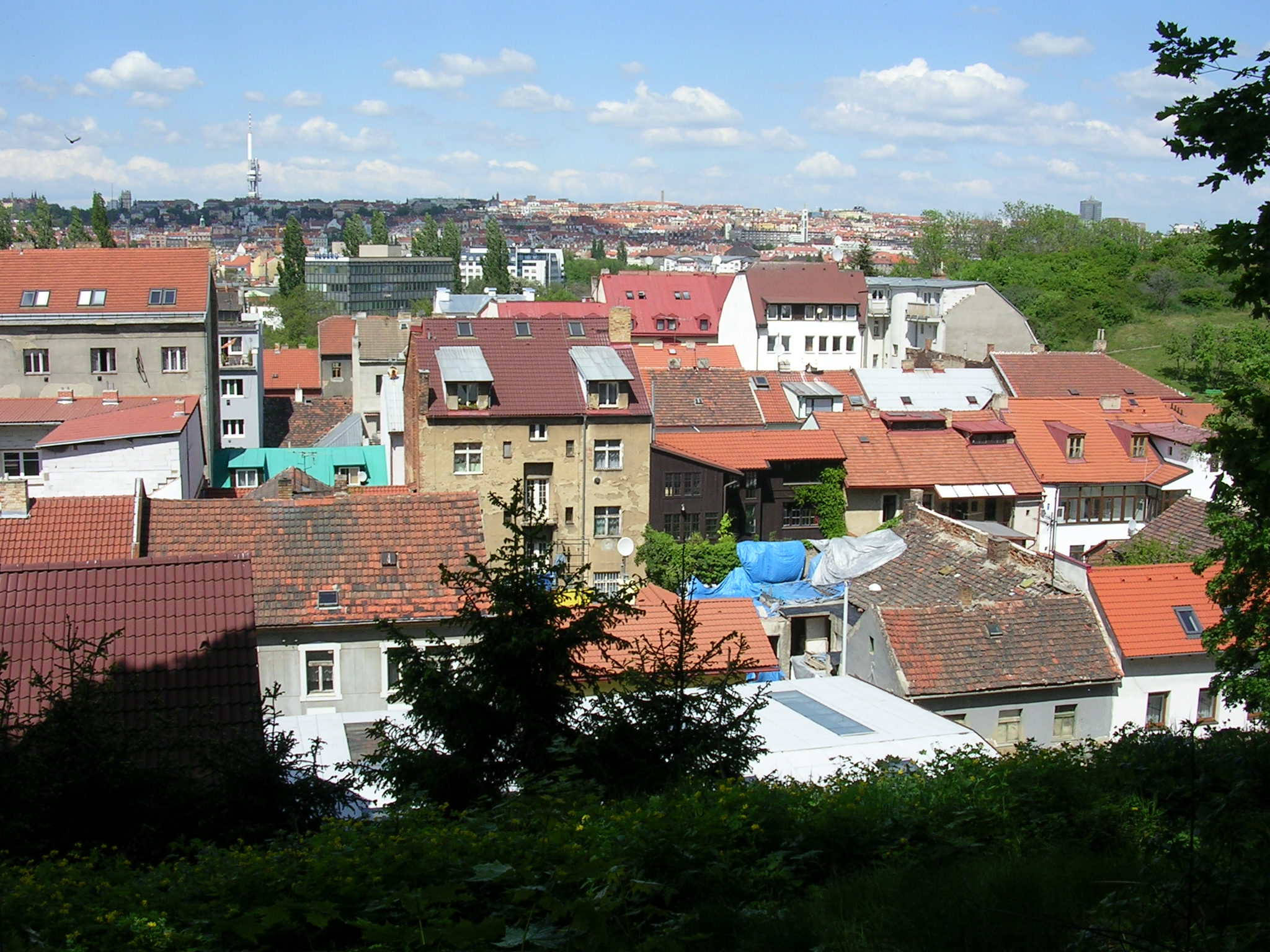
Výhled na sever na Vršovice a Vinohrady

Východní část (v okolí vrcholu) a část jižního úbočí je zastavěna vilkami a v nižší poloze na jihovýchodním úbočí čtyřmi výškovými domy. Východně od nich překonává hřeben Bohdalce severojižním směrem (od Spořilova k Vršovicím, k mostu přes seřaďovací nádraží a budějovickou trať) Bohdalecká ulice. V jejím nejvyšším místě na ni navazuje ulice U vršovického hřbitova, která před lety převzala dopravní zátěž severní části Bohdalecké ulice a po níž vedl II. okruh.
Východně od Bohdalecké ulice má (na území Michle) Dopravní podnik hl. m. Prahy a. s. autobusové Garáže Vršovice, původně zbudované jako vozovna pro trolejbusy v polovině 50. let 20. století. Blízko nich je rozvodna vysokého napětí a několik bloků obytných domů postavených původně pro zaměstnance rozvodny. V okolí ulic Bohdalecké a U vršovického hřbitova a na rozsáhlém území východně od nich bývaly od 20. let 20. století rozsáhlé nouzové kolonie Pod Bohdalcem a Slatiny, zasahující až do Strašnic a jednou ulicí do Záběhlic. Některé z kvalitnějších domků (např. tzv. Sedmidomky) slouží dodnes obytným účelům, části kolonií ustoupily novým objektům, zachovalé části nouzových kolonií jsou dnes oficiálně zahrádkářskou kolonií.
Část návrší na severní a východní straně hlavní části kopce je pokryta bukovým lesem, místy smrčinou. V zalesněných částech kopce vedou parkové cestičky, jsou zde rozmístěny lavičky, koše a altány (dnes převážně chátrající).
Na vrcholu Tyršova vrchu je lukostřelecké centrum, k němuž vede od Nuselské ulice serpentinami úzká komunikace (silnička). Podél ní stojí řada malých domků typu nouzových kolonií. Blízká řada domků podél ulice U plynárny poblíž průkopu před lety ustoupila rozšíření ulice a byla nahrazena zpevňující betonovou zdí. Tyršův vrch je téměř celý zalesněn.

## Výhled
Z některých míst na kopci je výhled na město. Na jižní straně je výhled na vysílač Cukrák, Jižní Město a celé údolí Botiče. Ze severní strany je výhled zastíněn stromy, ale přesto je tam pár míst, odkud je možno spatřit Vršovice, Nusle, Vinohrady, Žižkov, Petřín a Strahov.

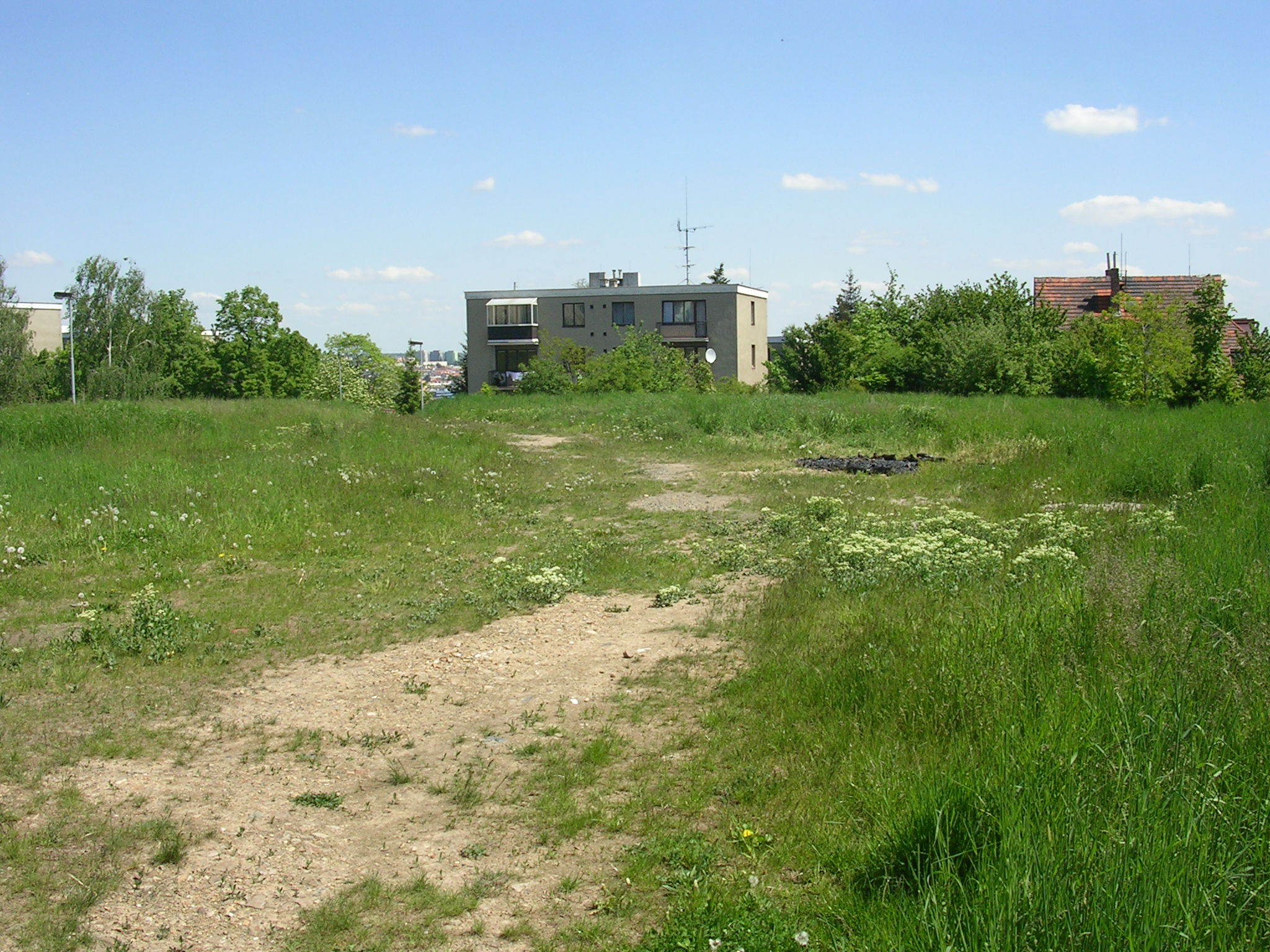
Michle, vrchol Bohdalce
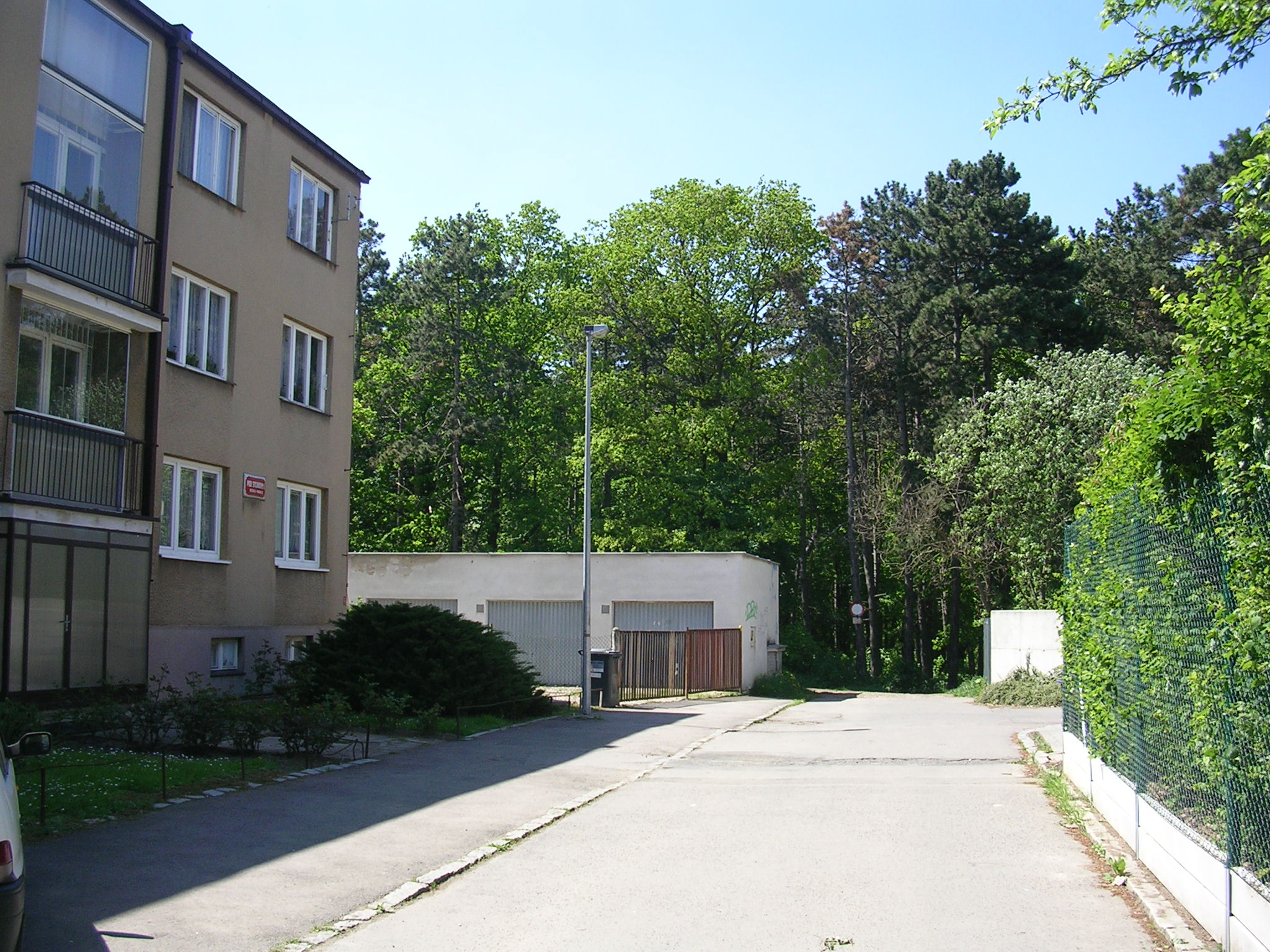
Pod Sychrovem II., hranice zastavěné a nezastavěné části Bohdalce
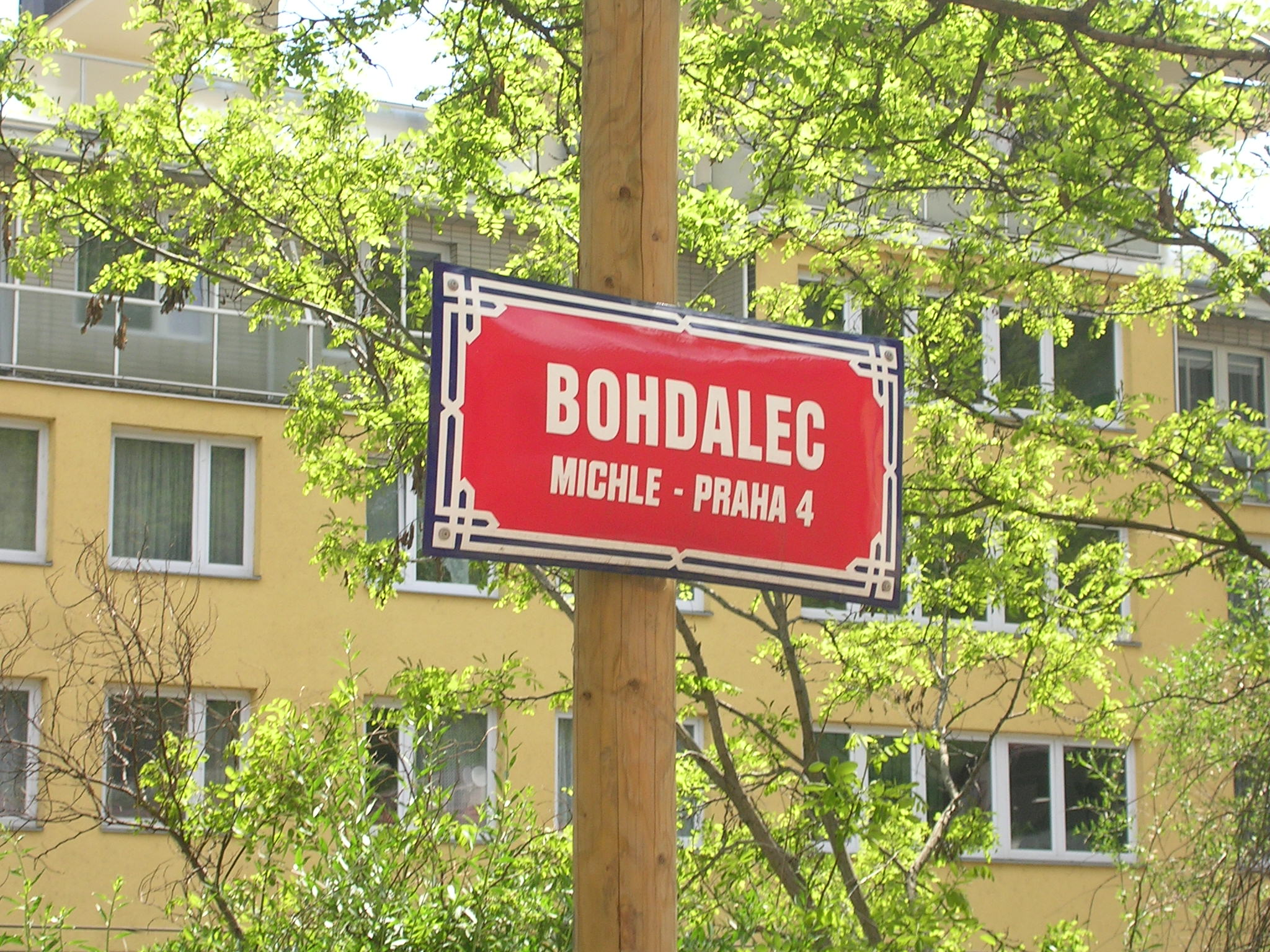
Název ulice na Tyršově vrchu
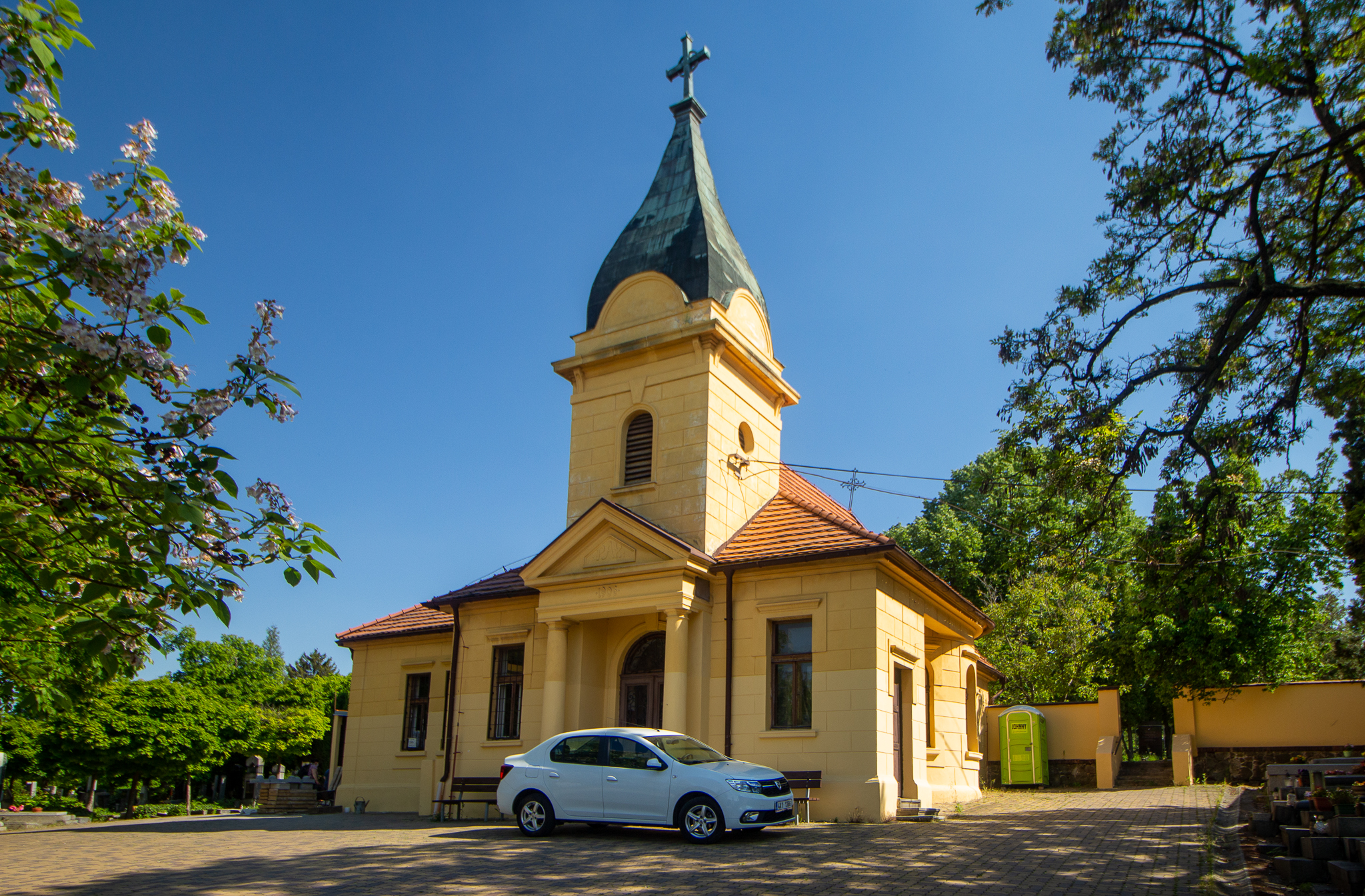
Kaple na vršovickém hřbitově
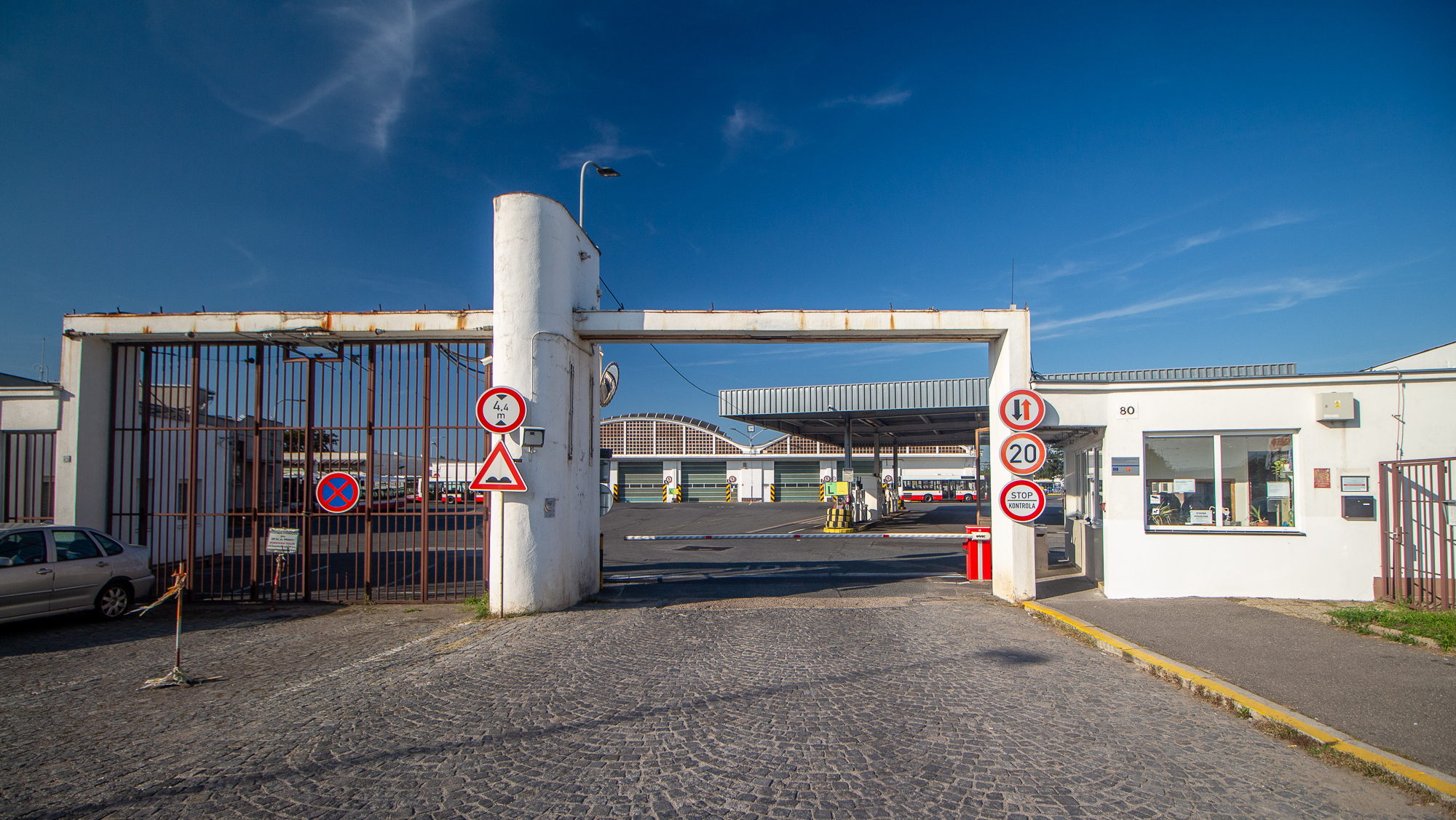
Autobusové garáže na Bohdalci
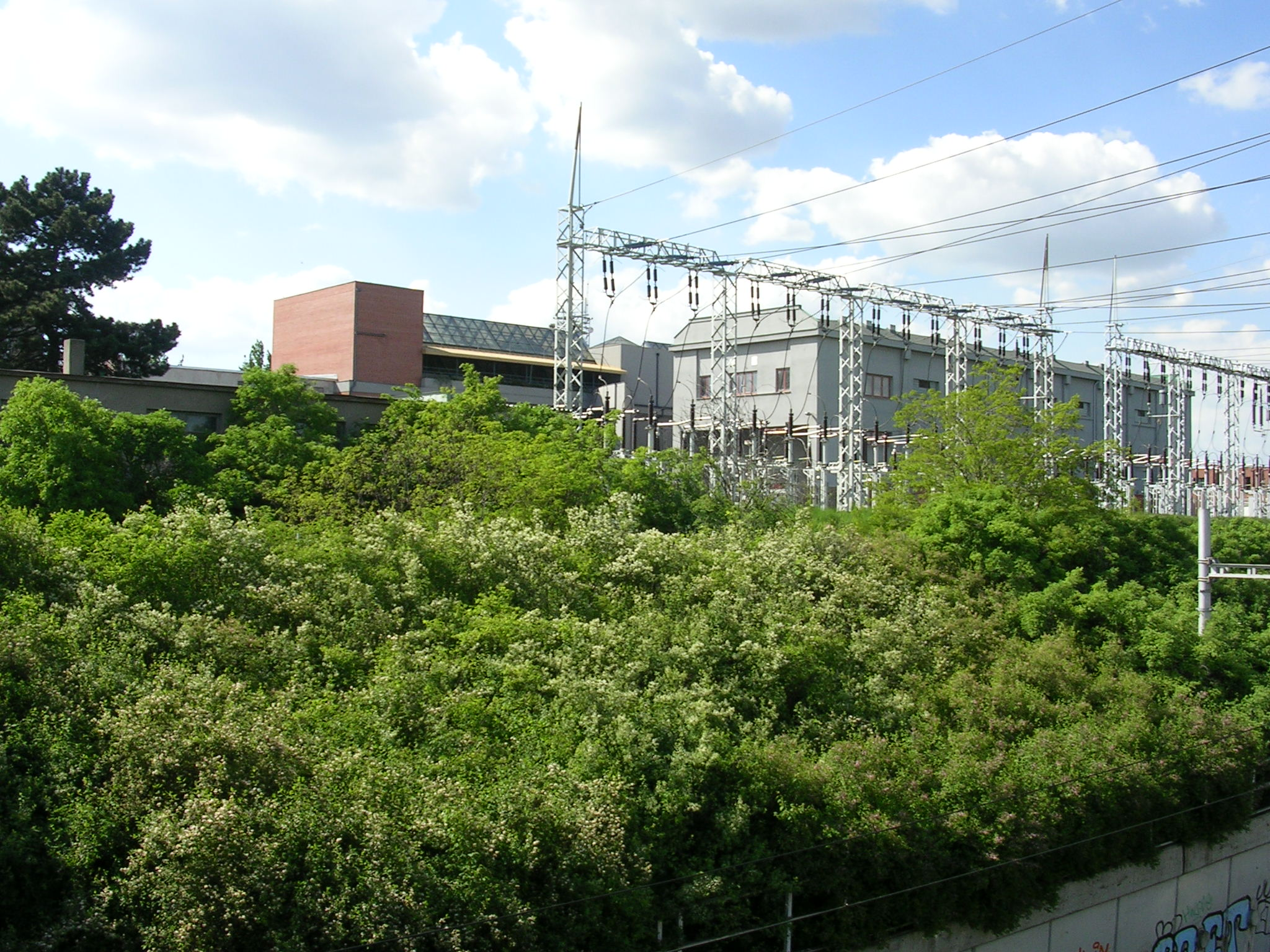
Elektrorozvodna Nad Vršovskou horou
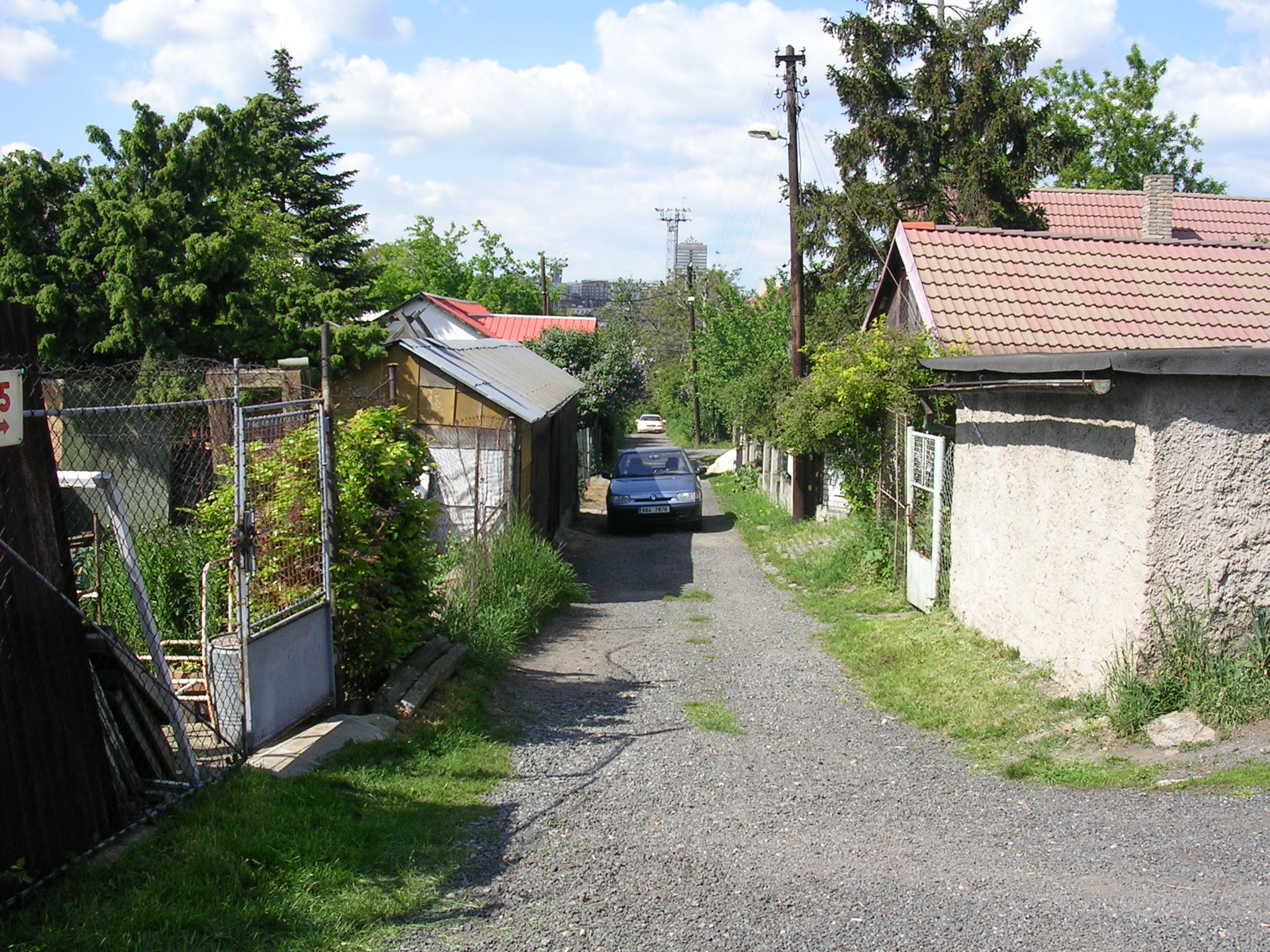
Kolonie Pod Bohdalcem
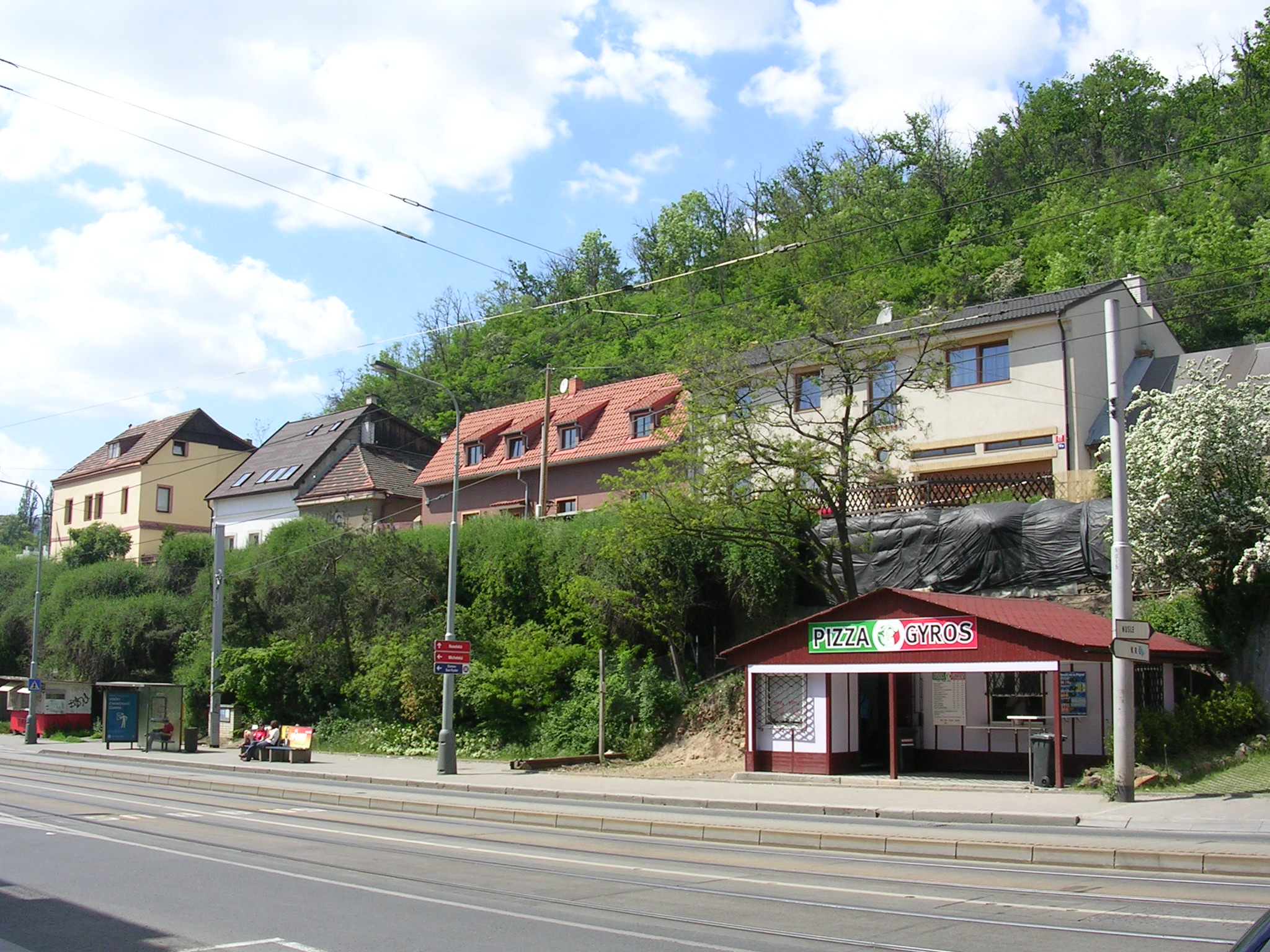
Úpatí Bohdalce u konce Michelské ulice
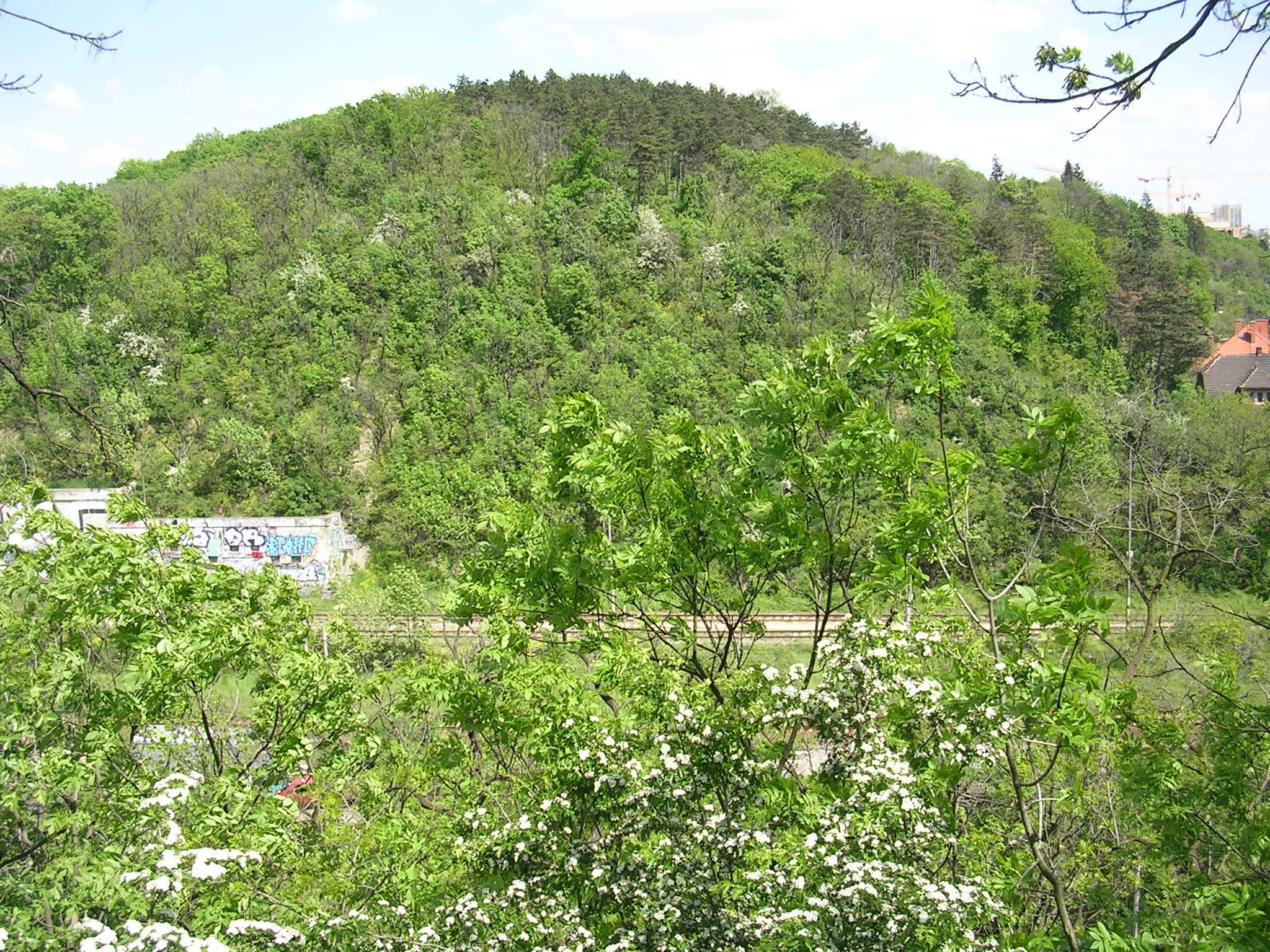
Pohled z Tyršova vrchu přes průkop na východní část Bohdalce
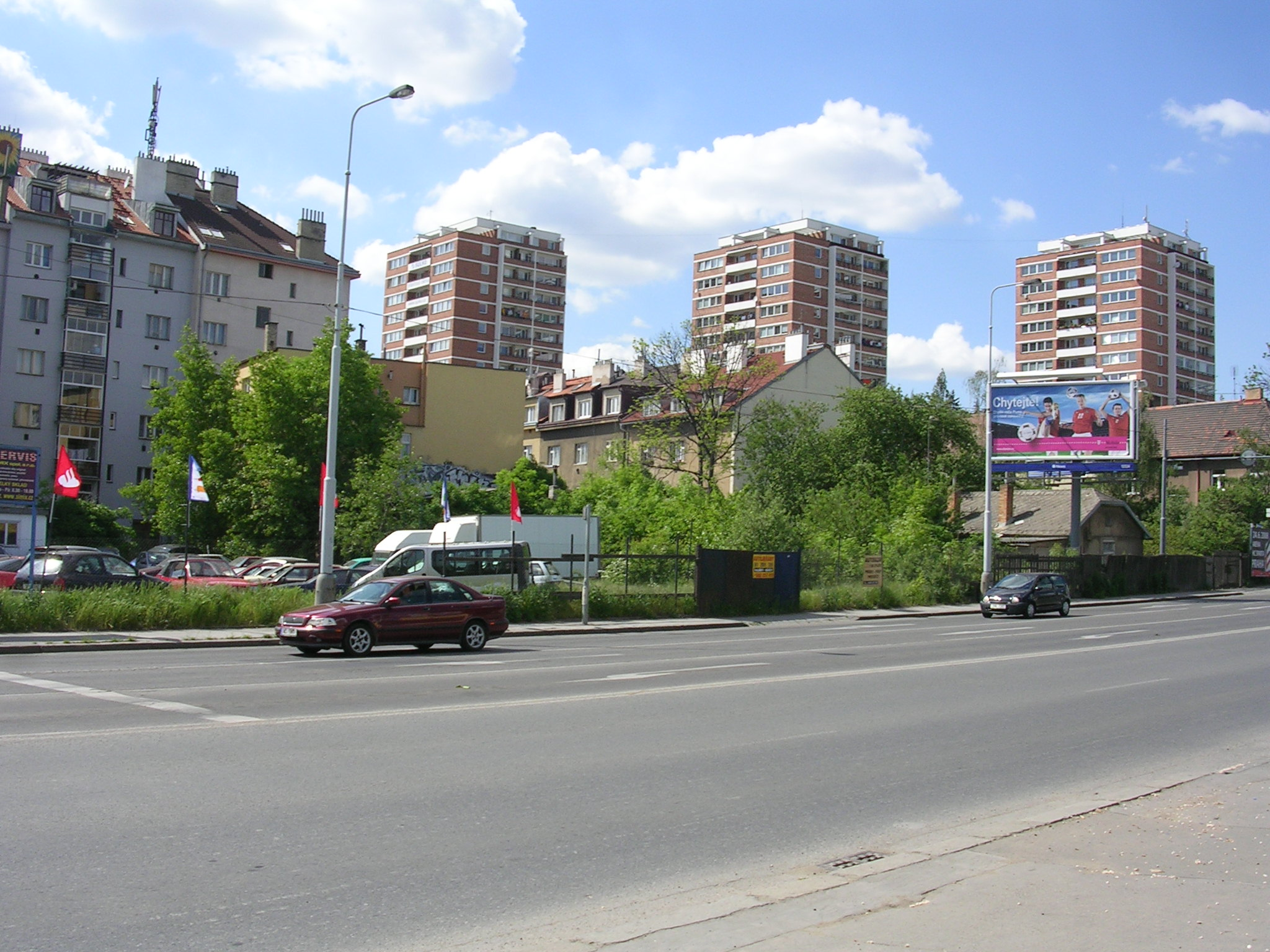
Bohdalec od Záběhlické ulice
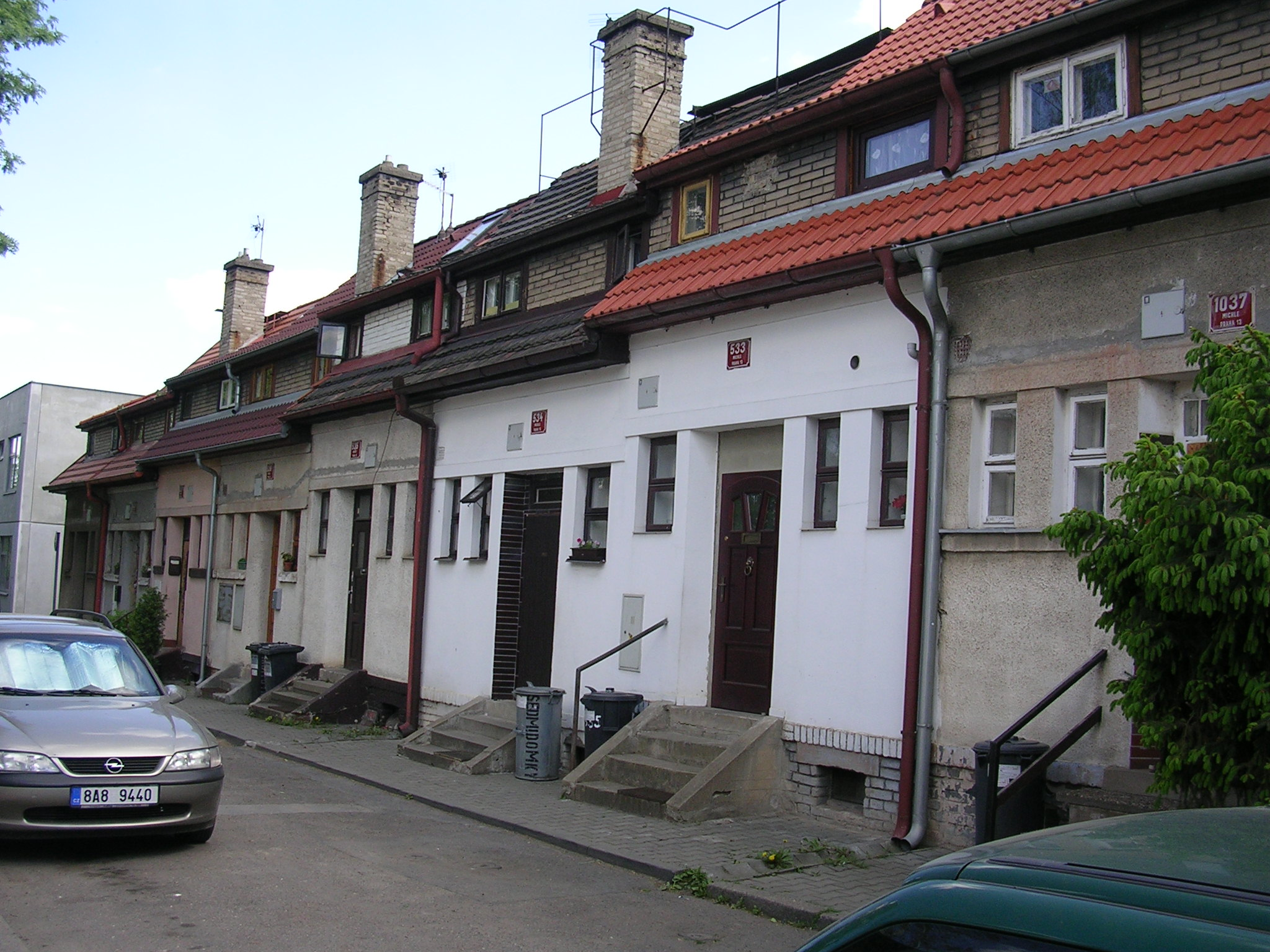
Sedmidomky v ulici Pod Bohdalcem I
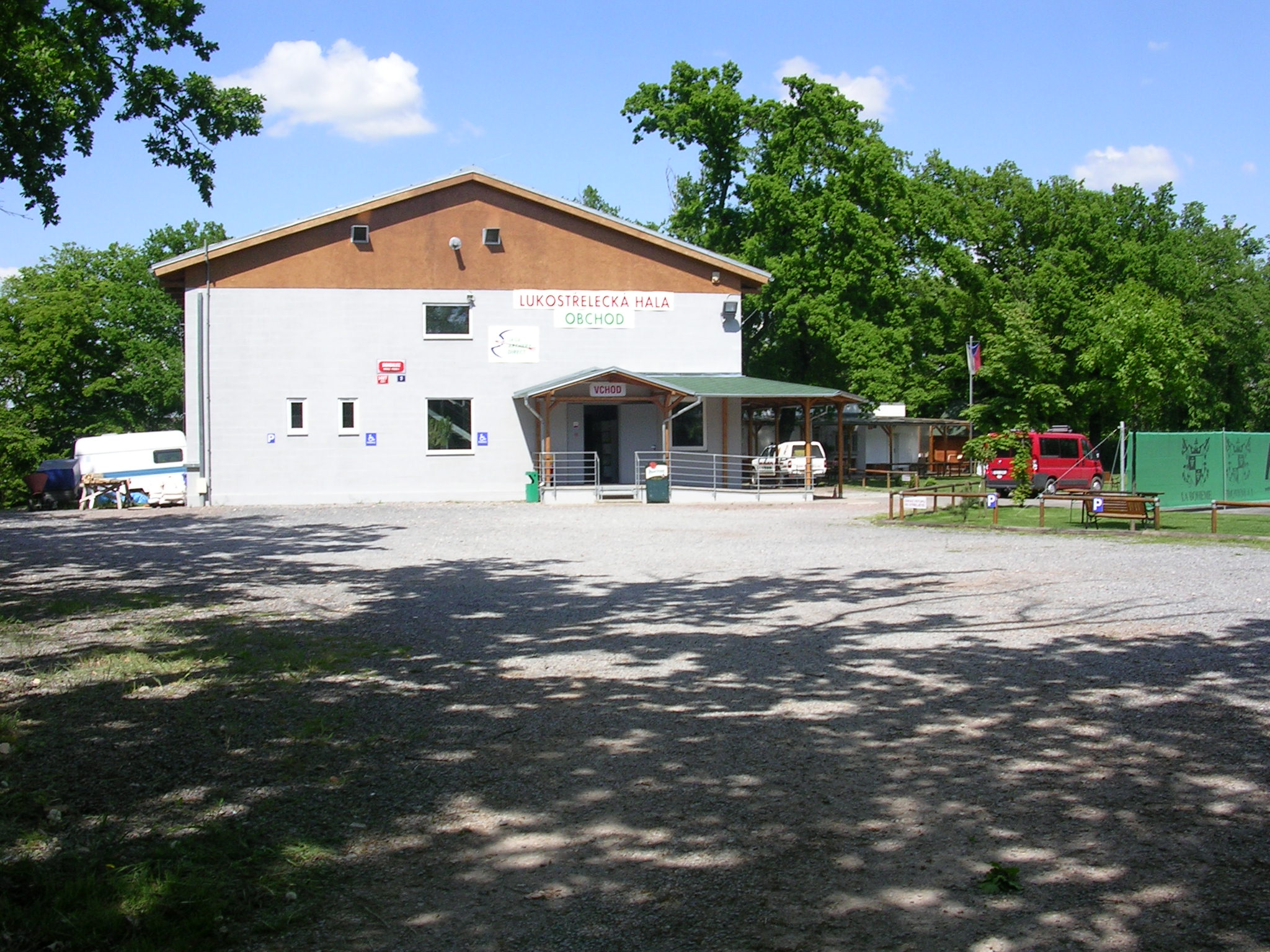
Lukostřelecká hala na vrcholu Tyršova vrchu
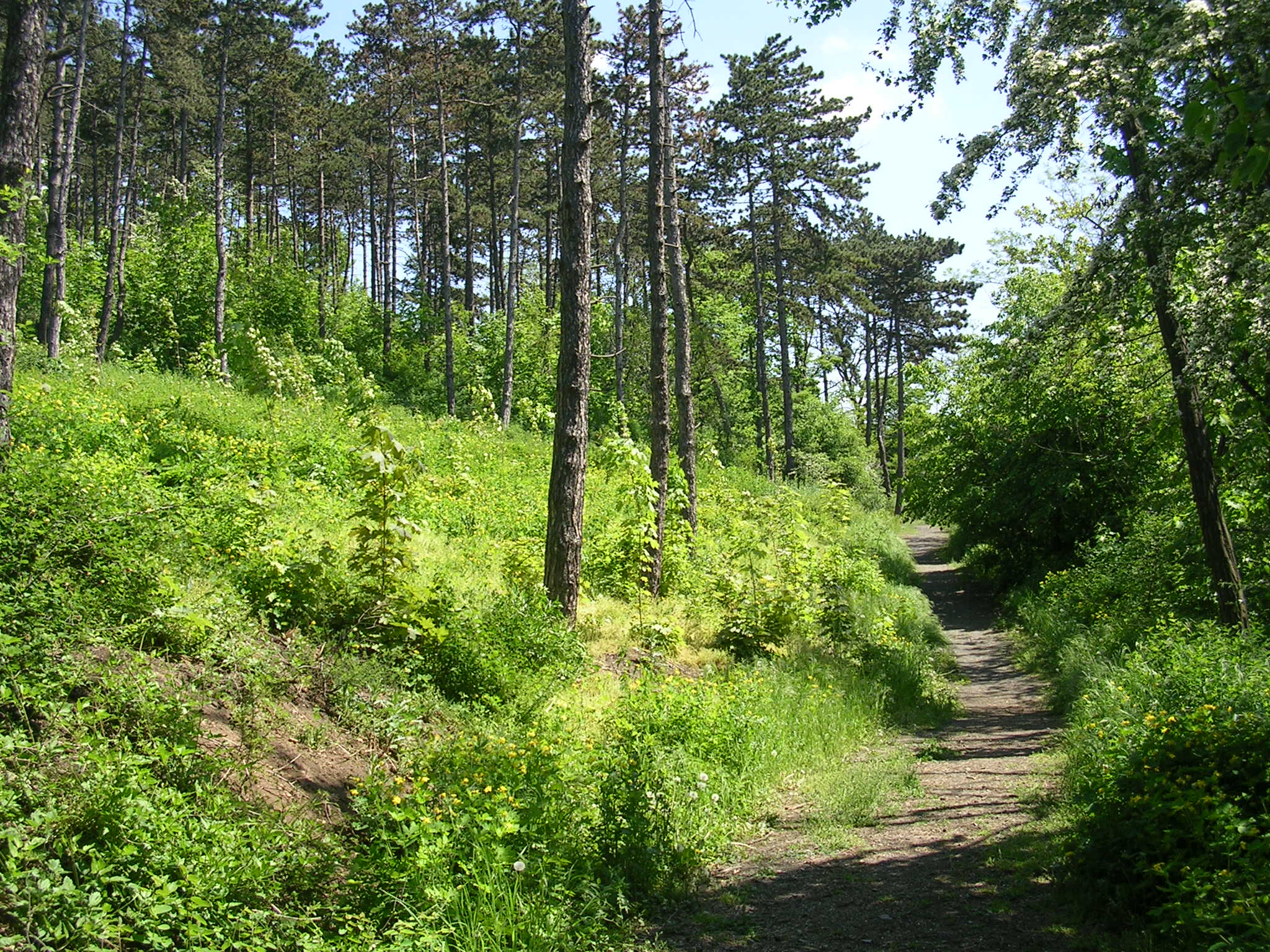
Les na Bohdalci
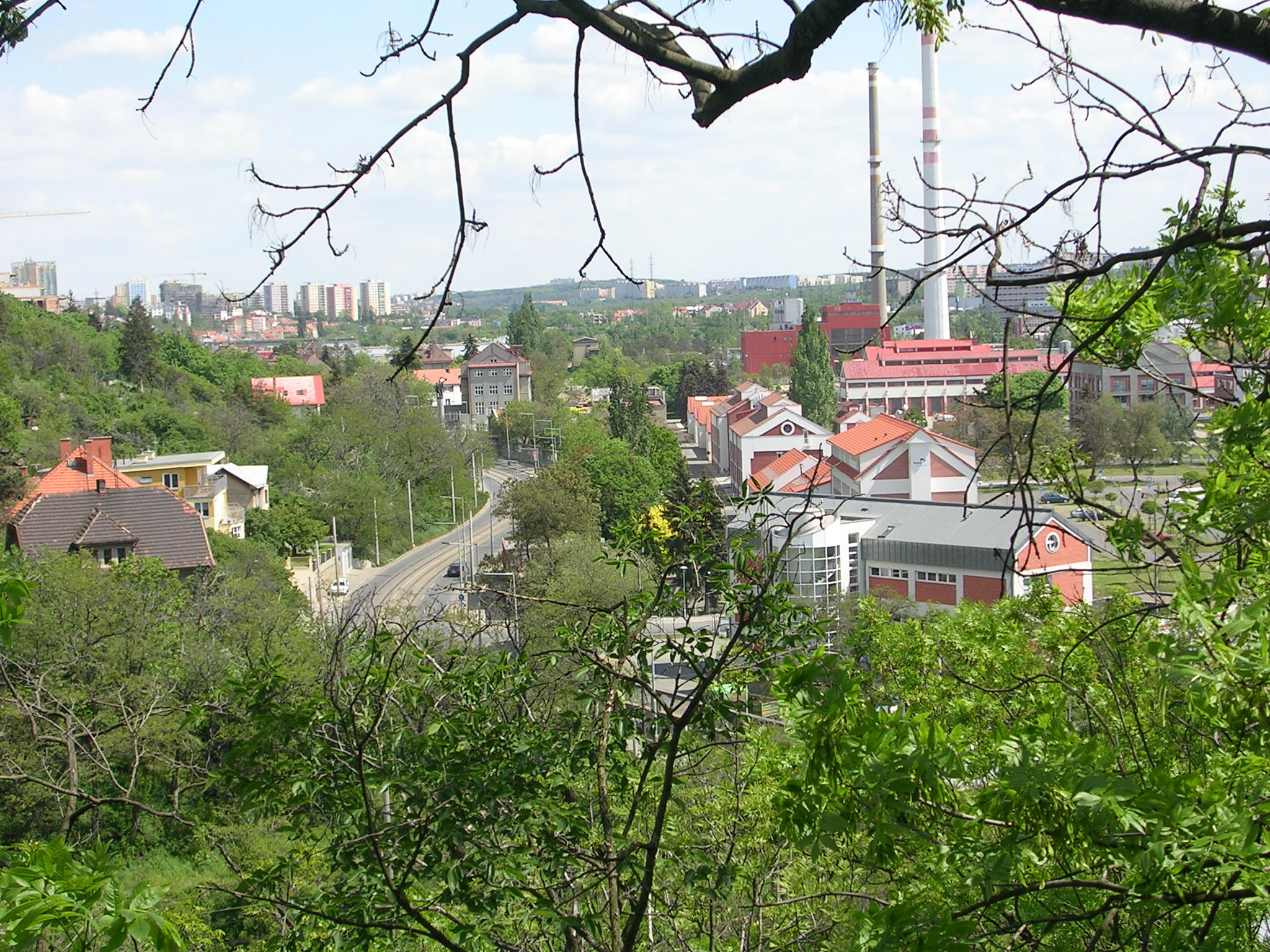
Výhled na plynárnu a teplárnu
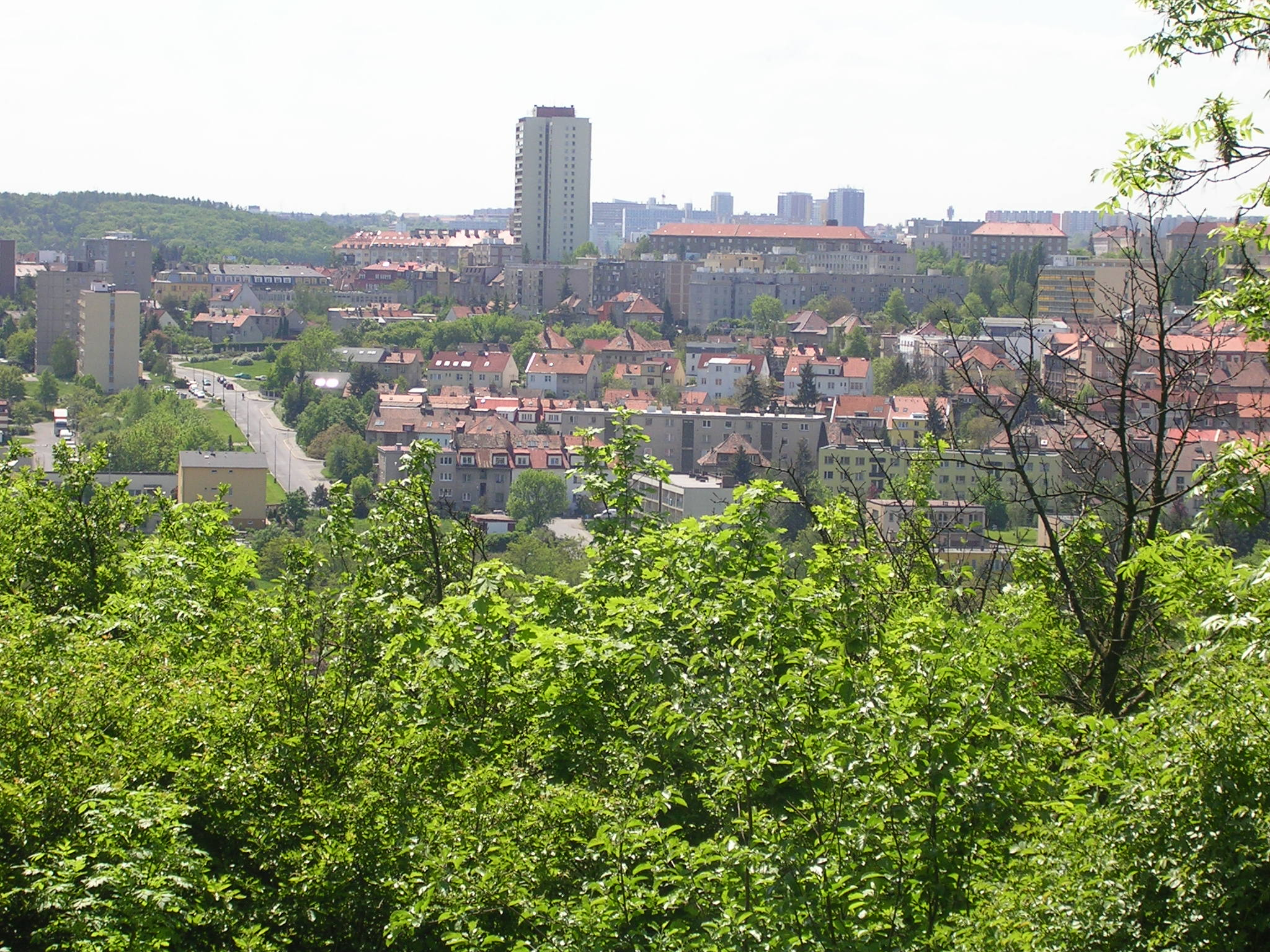
Výhled na Michli a Krč